# Herbert Brück
Herbert Brück, senare Brook, född 13 januari 1900 i Berlin, död 9 april 1974 i Kihei i Hawaii i USA, var en österrikisk ishockeyspelare. Han var bror till Walter Brück.
Brück var med i laget som kom på delad femte plats i olympiska vinterspelen i Sankt Moritz 1928.